# VfL Oldenburg

VfL Oldenburgs klubbmärke.

Verein für Leibesübungen Oldenburg (VfL Oldenburg) är en tysk idrottsförening från Oldenburg i Niedersachsen, bildad 21 september 1894. Damlaget i handboll spelar i Bundesliga och vann Challenge Cup (nuvarande European Cup) 2008.

## Handboll

### Spelare i urval
- Lois Abbingh (2010–2014)
- Maike Becker (1980–1987, 1991–1992)
- Heike Horstmann (1989–1993, 1995–1998, 1999–2005)
- Tess Lieder (Wester) (2011–2015)

### Meriter
- Challenge Cup-mästare 2008
- Tysk cupmästare fyra gånger: 1981, 2009, 2012, 2018